# کوروش کبیر (کتاب لمب)
کوروش کبیر (به انگلیسی: Cyrus the Great) کتابی از هرولد لمب است.

## ترجمهٔ فارسی
این کتاب با ترجمهٔ صادق رضازاده شفق در سال ۱۳۴۰ منتشر شد و در سال ۱۳۹۹ به چاپ هشتم رسید.